# Parrya minuta
Parrya minuta är en korsblommig växtart som beskrevs av Viktor Petrovitj Botjantsev och Aleksei Ivanovich Vvedensky. Parrya minuta ingår i släktet Parrya och familjen korsblommiga växter. Inga underarter finns listade i Catalogue of Life.